# ビスカヤ高炉
ビスカヤ高炉(Altos Hornos de Viscaya, 略称AHV)は、スペイン・バスク州ビスカヤ県ビルバオに本社を置いていた鉄鋼メーカー。1902年、ビルバオ高炉製鉄、ビスカヤ金属工業、イベリア株式会社が合併して設立された。20世紀の何十年かに渡ってスペイン最大の企業だった。アルセロール・ミッタルの前身の企業のひとつである。

## 歴史
16世紀半ばのバスク地方には約400の鍛冶場（製鉄場）があったことが記録されている。ビスカヤ県は石炭や鉄鉱石の鉱床に恵まれており、また天然資源の輸出港としてビルバオ港があった。1848年にはサンタ・アナ会社によって、ビルバオ郊外のブルエタでバスク地方初の高炉が稼働を開始した。1854年にはイバーラ兄弟によってバラカルドに高炉が建設され、この高炉は1882年のビルバオ高炉製鉄の基となった。1882年にはセスタオに、高炉と圧延機を備えたビスカヤ金属工業が創業した。また、エチェバリア家とゴイティア家による、ブリキ製造のイベリア株式会社が存在した。
1902年4月29日、ビルバオ高炉製鉄、ビスカヤ金属工業、イベリア株式会社が合併し、ビスカヤ高炉となった。ビスカヤ県には他地域から大量に労働者が流入し、ビスカヤ高炉はスペイン全体の約60%の鉄を製造した。1930年代後半のスペイン内戦時にはビルバオを含めたビスカヤ県全域が反乱軍の支配下に入ったが、バスク自治政府のホセ・アントニオ・アギーレはビルバオ退却の際に工場群の破壊を行わなかったため、この地方の産業は基本的に無傷で残り、ビスカヤ県の多くの自治体、バラカルド、セスタオ、ポルトゥガレテ、オルトゥエーリャなどの経済発展の原動力のひとつとなった。1924年には10,000人、1967年には15,000人もの従業員を抱えており、1970年代には13,000人を雇用していたが、1980年代以降には鉄鋼業企業の業界再編の流れに入った。1991年にはスペイン国有のエンシデサと合併してCSIを形成し、1994年12月にはCSIグループが設立された。さらに1997年にはアセラリア鉄鋼業企業に再編され、2001年にはアセラリアがアルセロールとなり、2006年にはアルセロールがミッタルと合併して、ルクセンブルクを本拠地とするアルセロール・ミッタルとなった。